# آنا بريونز ألونسو
آنا بريونز ألونسو (بالإسبانية: Ana Briones Alonso)‏ هي باحثة إسبانية، ولدت في 1972 في مدريد في إسبانيا.